# Listă de companii din industria grea din România
Aceasta este o listă de companii din industria grea din România:
- Astalrom
- Aversa (companie)
- Caromet
- Consird
- CUG Cluj
- IMGB
- Organe de Asamblare
- Rulmenți Bârlad
- Rulmentul Brașov
- Termorom
- Timken Company
- Timpuri Noi (companie)
- Upruc CTR
- Upruc UTCH
- URB Rulmenți
- Uzinexport
- Întreprinderea de Construcții și Utilaje Grele din Giurgiu (ICMUG)